# Petrovskij rajon (Kraj di Stavropol')
Il Petrovskij rajon (in russo Петровский район?) è un rajon del Kraj di Stavropol', nel Caucaso; il capoluogo è Svetlograd. Istituito nel 1924, ricopre una superficie di 2.761 chilometri quadrati.